# Lake Tomahawk (hrabstwo Oneida)
Lake Tomahawk – miasto w Stanach Zjednoczonych, w stanie Wisconsin, w hrabstwie Oneida.